# Bibliothèque nationale et universitaire de Strasbourg

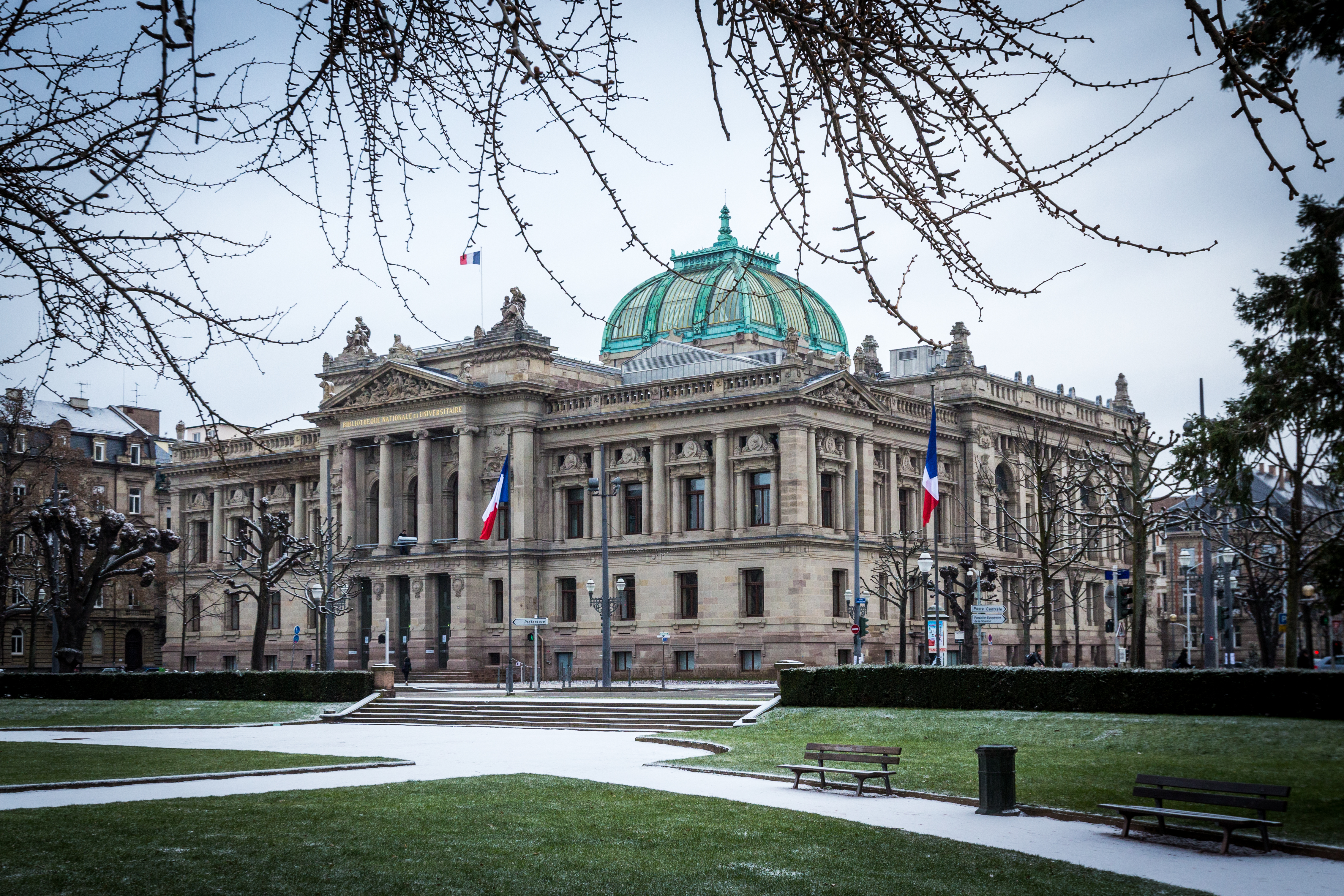
Bibliothèque nationale et universitaire de Strasbourg

Die Bibliothèque nationale et universitaire de Strasbourg (BNUS; deutsch National- und Universitätsbibliothek von Straßburg) in Straßburg ist mit über drei Millionen Medieneinheiten die zweitgrößte Sammlung Frankreichs nach der Bibliothèque nationale de France in Paris. Sie ist Pflichtexemplarsbibliothek für die Region Elsass und Universitätsbibliothek der Universität Straßburg.
Die Sondersammlungen, die seit 1872 neu aufgebaut wurden, umfassen rund 6900 Handschriften, davon etwa 700 aus dem Mittelalter, darunter Codices mit Schriften von Heinrich Seuse, Meister Eckhart und Johann Tauler. Unter den 2098 Inkunabeln finden sich Exemplare aus den Offizinen Straßburger Drucker wie Heinrich Eggestein, Johannes Mentelin und Hans Grüninger.

## Geschichte

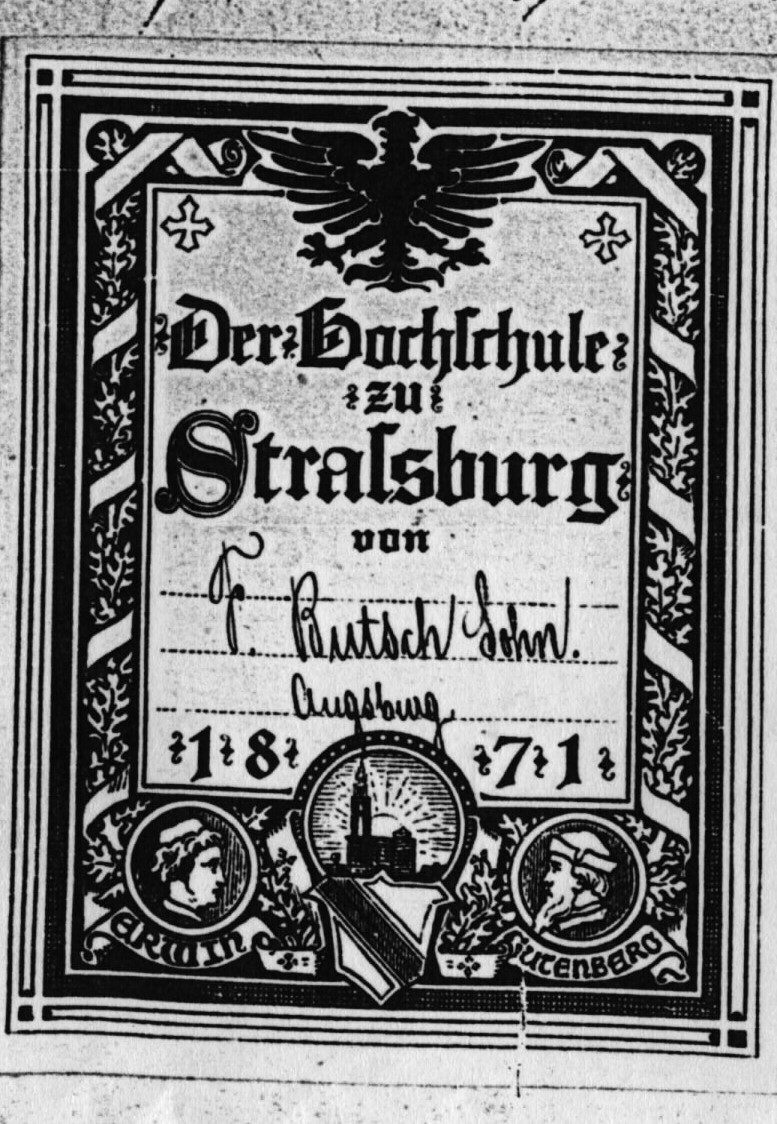
Historisches Exlibris der Straßburger Universitätsbibliothek von 1871

### Die deutsche Zeit (1870–1918)
Im August 1870 wurde im Deutsch-Französischen Krieg die Straßburger Stadtbibliothek im Temple Neuf vollständig zerstört. Der Donaueschinger Hofbibibliothekar Karl August Barack rief zu Bücherspenden zum Wiederaufbau der Bibliothek auf und hatte damit enormen Erfolg. Bis zur Eröffnung der Bibliothek waren 120.000 Geschenke zusammengekommen. Die Bibliothek wurde am 9. August 1871 im Palais Rohan als Universitätsbibliothek eröffnet, Barack wurde als Bibliotheksdirektor berufen. Im Juni 1872 erhielt die Bibliothek den Namen Universitäts- und Landesbibliothek. Die Einrichtung wurde vom Deutschen Kaiserreich massiv gefördert und mit einem hohen Erwerbungsetat ausgestattet. Die Bestände überschritten 1913 die Millionengrenze.
Das Gebäude wurde von 1889 bis 1894 nach Entwürfen der Architekten August Hartel und Skjøld Neckelmann im Zentrum der Neustadt am Kaiserplatz im Stil des Historismus nach Vorbildern der italienischen Renaissance errichtet. Die Baukosten betrugen 1,4 Mio. Reichsmark, die Kosten für die Inneneinrichtung beliefen sich auf 285.000 Reichsmark. Als erstes Bibliotheksgebäude wurden hier so genannte „Lipman-Regale“ eingebaut. Am 29. November 1895 wurde das neue Bibliotheksgebäude offiziell eingeweiht.
Nach Baracks Tod 1900 übernahm Julius Euting die Leitung der Bibliothek, die unter seiner Leitung eine der führenden Orientalistikbibliotheken der Welt wurde. 1901 erwarb man eine Sammlung von 2000 Papyri und 2000 Ostraka. 1905 wurde mit dem Nachlass des Rassentheoretikers Graf Joseph Arthur von Gobineau die größte Sondersammlung in der Geschichte der Bibliothek erworben. 1909 ließ Euting sich mit 70 Jahren pensionieren.
Nachfolger Eutings wurde Georg Wolfram (1858–1940), der zuvor Kaiserlicher Archivdirektor in Metz gewesen war. Unter seiner Leitung wuchsen Personal, Geldmittel und Bestand der Bibliothek.
Im Ersten Weltkrieg wurde die Bibliothek zunächst geschlossen, wertvolle Bestände wurden feuersicher untergebracht, da man die Belagerung Straßburgs erwartete. Die Bibliothek tat sich besonders hervor durch den Aufbau von Lazarettbibliotheken, die zum Teil auch mit Dubletten der Bibliothek aufgebaut wurden. Nach Kriegsende übertrug der „Elsässische Nationalrat“ am 20. November 1918 die Leitung der Bibliothek an den altelsässischen Oberbibliothekar Karl Klein. Die 21 altdeutschen Beamten der Bibliothek wurden nach Deutschland ausgewiesen.

### Die französische Zeit von 1918 bis 1940
Im Februar 1919 übertrug man die Leitung dem jungen französischen Bibliothekar Ernest Wickersheimer (1880–1965), sie trug nun den Titel „Bibliothèque universitaire et régionale“ und wurde den französischen Universitätsbibliotheken gleichgestellt. Nach französischem Muster wurde die Aufstellung der Bestände nun von einer systematischen zu einer Aufstellung nach Numerus Currens (innerhalb systematischer Großgruppen) geändert. Die Kataloge wurden öffentlich zugänglich und in der Organisation der Bibliothek wurden verschiedene Abteilungen gebildet. Als zweitgrößte Bibliothek Frankreichs und in Anlehnung an den „ancien statut allemand“ erhielt die Bibliothek 1926 ihre bis heute gültige Bezeichnung „Bibliothèque Nationale et Universitaire“. Besonderer Sammelschwerpunkt war die Literatur aus und über Deutschland.

### Die Bibliothek im Zweiten Weltkrieg
Mit Beginn des Zweiten Weltkriegs überführte man sämtliche ca. 1,5 Millionen Bände sowie die Kataloge ab Anfang September 1939 nach Clermont-Ferrand. Nach dem Einmarsch der deutschen Truppen wurde der Leiter der Stadtbibliothek Colmar, Franz Albert Schmitt (1895–1967; auch: Schmidt-Leinen und Schmitt-Claden sowie als Pseudonym: P.(aul) M.(aria) Morand Claden) am 10. Juli 1940 als kommissarischer Leiter der nun wieder so bezeichneten Universitäts- und Landesbibliothek Straßburg eingesetzt. Auf Weisung der Deutschen wurden die Bibliotheksbestände von Mitte März bis Oktober 1941 wieder nach Straßburg zurücktransportiert, die Bibliothek kam in den Verantwortungsbereich des Reichserziehungsministeriums. Im Mai 1941 wurde Karl-Julius Hartmann zum kommissarischen Leiter der Bibliothek bestellt, der gleichzeitig Direktor der Universitätsbibliothek Göttingen blieb.
Das im Zweiten Weltkrieg zerstörte Intérieur wurde von 1951 bis 1956 nach funktionalen Gesichtspunkten wiederaufgebaut.